# Junkers Ju 87 Stuka
Junkers Ju 87 »Stuka« (Sturzkampfflugzeug) (Štuka) je bil nemški jurišnik in strmoglavec iz obdobja druge svetovne vojne.

## Zgodovina
Štuka je nastala leta 1933, na zahtevo tedaj še tajnega nemškega vojnega letalstva Luftwaffe, po vzorcu starega švedskega Junkersa iz leta 1928. Novega strmoglavca je najbolj zagovarjal Ernst Udet, minister za letalsko proizvodnjo rajha (do smrti leta 1941). Na obisku v ZDA se je navdušil nad strmoglavci ameriške mornarice in nad v Evropi tedaj še neznanim načinom strmoglavega bombardiranja. Tako je Ju 87 postal nekakšno nemško daljinsko topništvo, ki naj bi napredujoči kopenski vojski pomagalo uničevati cilje na bojišču in v bližnjem zaledju. Pri tem so morali biti piloti štuk zelo natančni, saj so morali večkrat odvreči bombe le kakšnih sto metrov pred svojimi četami.

## Zasnova
Značilnosti štuke so bile zajetne »hlače« oziroma aerodinamični pokrovi neuvlačljivega podvozja ter negativno galebje krilo. Krilo je imelo po vsej dolžini značilno Junkersovo pomožno zakrilce, ki je opravljalo vlogo krilc in zakrilc hkrati. Pod krilom so bile nameščene še aerodinamične zavore - nepogrešljive za strmoglavljanje. Funkcija teh zavor je bila zmanjšanje hitrosti pri skoraj navpičnem strmoglavljanju. S tem je bilo pilotu omogočeno lažje in predvsem natančnejše merjenje pri usmerjanju bombe. Petsto kilogramov težka bomba je bila nameščena pod trupom na posebnem nosilcu. Po sprožitvi se je zavrtela tako, da ni mogla zadeti vrtečega se propelerja skoraj navpično postavljenega letala. Pri strmoglavem poletu je pilot na določeni višini zaslišal prediren pisk. To je bil znak, da mora odvreči bombo in se izvleči iz strmoglavega leta. Štuka je bila opremljena tudi z novim izumom nemškega vojnega letalstva: sireno, imenovano tudi »jerihonska tromba«. Poganjal jo je majhen propeler na zgornjem delu levega kolesa in je bila namenjena ustvarjanju panike med prebivalstvom, ko so štuke strmoglavo napadale mesto. S sireno je bil močno ojačan hrup motorja in se je v času bliskovite vojne (Blitzkriega) izkazala za zelo učinkovito ter postala simbol nemške zračne prevlade.
Manj znano je, da je prvi prototip Ju-87 prvič poletel z motorjem R-R Kestrel, podobno kot prvi prototip znanega lovskega letala Messerschmitt Bf 109.

## Uspehi letala
Štuke so prvič uporabili v španski državljanski vojni leta 1937, kjer se jih je zaradi šibke republikanske lovske in protiletalske obrambe oprijel mit o nepremagljivosti in neverjetni natančnosti njihovega bombardiranja. Ju 87 bi lahko opisali kot razmeroma veliko dvosedežno, težko enomotorno letalo z vrstnim Junkersovim motorjem Jumo. Slaba stran Ju 87 je bil premajhen doseg, tako da ga ni bilo mogoče uporabljati v večji globini nasprotnikovega zaledja. Poleg tega so bile štuke uspešne le v primeru, da je sovražnik nudil le šibak zračni odpor ali pa če so jih spremljali nemški lovci. Za boj z lovskimi letali so bile popolnoma neprimerne: veliko prepočasne, premalo okretne in prešibko oborožene. Zlata doba štuk se je končala v bitki za Britanijo, kjer so utrpele zelo velike izgube, zato jih je bil Göring prisiljen umakniti z bojišča. Svoje zadnje ure slave so Ju 87 doživele v prvih letih vojne na vzhodni fronti. Nemci so tam od leta 1943 za podporo kopenske vojske uporabljali novo izpeljanko Ju 87G. Namen je bil uničevanje številnih sovjetskih tankov, v ta namen je bila oborožena z dvema protitankovskima topoma kalibra 37 mm pod krili. Pozneje so jih zamenjali z modernejšimi jurišniki Focke Wulf Fw 190 izpeljank F in G.
Najbolj znan pilot štuke Hans Ulrich Rudel je s svojim Ju 87G uničil okoli 500 sovjetskih tankov. Kljub temu pa te nove štuke niso mogle več odločilno vplivati na izid vojne na vzhodu. Nemška vojaška moč je po porazu pri Stalingradu in v letu 1943 začela opazno in vztrajno slabeti.
Izdelanih je bilo okoli 5.700 Ju 87 v različnih izpeljankah. V zadnjem vojnem obdobju so jih uporabljali predvsem v nočnih napadih, kjer so imele več možnosti za preživetje.

## Različice
- Ju 87A
- Ju 87B
- Ju 87R
- Ju 87D
- Ju 87G